# Августос Теологитис
А̀вгустос Константѝну Теологѝтис (на гръцки: Αύγουστος Θεολογίτης του Κωνσταντίνου) е гръцки журналист и политик, депутат и министър. 

## Биография
Роден е в тасоското село Панагия в 1892 година и учи право в Цариградския университет. Работи като журналист и е главен редактор на вестник „Македония“. През 1924 година Теологитис е инициатор на основаването на Съюза на всекидневниците на Македония-Тракия.
Започва да се занимава с политика от 1920 година, когато е избран за депутат от Драма. Преизбран е в 1923 година от избирателния район Кавала, както и през 1926 година с Демократическия съюз, в 1928 и в 1933 година със Селската и работническа партия. В 1923 година е назначен за номарх на ном Еврос. Избран е за депутат в 1936 година с Демократическия сбор, през 1946 година с Националния политически съюз (Социалистическа демократическа партия), в 1950 година с Демократическата социалистическа партия на Георгиос Папандреу и накрая в 1958 година и в 1961 година с Националния радикален съюз. Заместник-председател е на гръцкия парламент от 6 март 1936 година до провъзгласяването на диктатурата на 4 август 1936 година. Служи катозаместник-министър за Епирското генерал-губернаторство в правителството на Александрос Папанастасиу от 26 май 1932 година до 5 юни 1932 година. Министър е на пощите, телеграфа и телефоните в правителството на националното единство на Георгиос Папандреу от 23 октомври 1944 година до 3 януари 1945 година. След това е министър на обществения ред в правителството на Софоклис Венизелос от ноември 1950 година до 28 януари 1951 година. Последно служи в правителството на Константинос Караманлис като министър на Северна Гърция от 17 май 1958 година до 20 септември 1961 година. Като министър създава Държавния театър на Северна Гърция, прави горите Тасос общнински, извършва отводнителни работи по Места и във Филипи и създава първия музей в Северна Гърция през 1933 година - Тасоският археологически музей.
Умира в началото на 1975 година и е погребан на Тасос.